# In the Days of the Comet
In the Days of the Comet (Os Dias do Cometa - em português) é um romance de H.G.Wells lançado originalmente em 1906, que  pode induzir-nos a crer que o autor passou a duvidar da funcionalidade de um paraíso tecnocrático.

## Síntese
A solução dos problemas da humanidade é um cometa: ao passar pela atmosfera da Terra, libera um gás misterioso, que altera o metabolismo de todos os seres que vivem na superfície. Todo o fenômeno dura apenas algumas horas, mergulhando racionais e irracionais num torpor do qual emergem transformados. É a cauda mágica do visitante celeste que opera a Grande Mudança. Uma solução demasiado simples, e indigna de H. G. Wells, se o livro se resumisse ao aparecimento desse óbvio deus ex machina. O romance é muito mais do que isso - na verdade é um dos mais radicais e violentos de H. G. Wells na denúncia dos problemas sociais de sua época. Virtualmente não deixa pedra sobre pedra em matéria de política, religião, sexo - e até de cultura, com a horripilante queima de livros e obras de arte que, segundo o narrador, entulham museus e bibliotecas de lixo. Só deve escapar o melhor, para que a humanidade realmente atinja o estágio da perfeição. Com o fim da violência e do egoísmo amoroso, os seres humanos podem levar uma existência realmente solidária. A ingênua oposição socialismo-ciência está hoje superada, mas continua o impasse entre os ricos e os pobres, os donos da terra e os sem terra, a teologia e a libertação, a paz e a corrida para a guerra. De tudo resulta um dos romances mais pessoais e amargos de H. G. Wells, sem embargo de seu final feliz. O cometa não veio e tudo mudou muito pouco.